# Yeni Abdinli
Yeni Abdinli è un comune dell'Azerbaigian situato nel distretto di Yardımlı. Conta una popolazione di 366 abitanti.